# Henri Cornet
Henri David Cornet, geboren als Henri David Jardi (* 4. August 1884 in Desvres; † 18. März 1941 in Prunay-le-Gillon) war ein französischer Radrennfahrer.

## Sportliche Laufbahn
Cornet wurde als Henri Jardy geboren. Mit Beginn seiner Aktivitäten als Radsportler nahm er den Nachnamen seines Großvaters Cornet an.
Bekannt wurde Cornet, als er im Alter von knapp 20 Jahren die Tour de France 1904 gewann. Allerdings errang er diesen Sieg erst am grünen Tisch, als man den ersten vier des Gesamtklassements Betrug nachweisen konnte. Sie hatten Abkürzungen genommen oder die Strecke per Bahn zurückgelegt. Insgesamt wurden neun der insgesamt 27 Rennfahrer vier Monate nach Ende der Tour disqualifiziert, darunter Maurice Garin (Sieger der ersten Tour 1903), Lucien Pothier, César Garin und Hippolyte Aucouturier.
Cornet ist mit einem Alter von 19 Jahren, 11 Monaten und 20 Tagen der jüngste Sieger der Tour de France (Stand 2020). 1905 belegte er bei der Fernfahrt Bordeaux–Paris Platz drei, im Jahr darauf gewann er Paris–Roubaix. Auf der Bahn war er ein starker Tandemfahrer, bestritt aber auch Steherrennen. So siegte er 1903 im Goldenen Rad von Berlin. 
Wegen anhaltender Herzprobleme und wegen Ausbruchs des Ersten Weltkriegs beendete Henri Cornet seine Radsportlaufbahn im Jahre 1914. Anschließend eröffnete er eine Werkstatt für Fahrräder und Automobile mit angeschlossenem Café. Aus einer 1906 geschlossenen Ehe wurde er Vater von acht Kindern. Er starb 1941 im Krankenhaus an den Folgen einer Herzoperation. In Prunay-le-Gillon ist eine Straße nach ihm benannt. Auf dem Friedhof des Ortes wurde 2012 eine Gedenktafel für ihn in Anwesenheit von Familienangehörigen enthüllt.

## Erfolge
1904
- Sieg in der Gesamtwertung sowie ein Tageserfolg bei der Tour de France

1906
- Paris–Roubaix

| Grand Tour         | 1904 | 1905 | 1906 | 1907 | 1908 | 1909 | 1910 | 1911 | 1912 |
| ------------------ | ---- | ---- | ---- | ---- | ---- | ---- | ---- | ---- | ---- |
| Tour de FranceTour | 1    | DNF  | –    | DNF  | 8    | DNF  | 16   | 12   | 28   |